# Покушение на Николаса Мадуро
Покушение на убийство 49-го президента Венесуэлы Николаса Мадуро было совершено в субботу 4 августа 2018 года в Каракасе в 17:40 по местному времени.

## Ход событий
Несколько дронов, несущих взрывчатые вещества, пытались атаковать президента Мадуро и других правительственных чиновников. Это произошло во время произнесения речи президентом в память о 81-й годовщине Боливарианской национальной гвардии. Все дроны были подбиты полицейскими снайперами. В результате семь сотрудников национальной охраны, участвовавших в параде, получили ранения и были госпитализированы. После взрывов телохранители немедленно защитили Мадуро баллистическими щитами, а трансляция мероприятия национальным телевидением была прервана.
Первый дрон разорвался над гвардейцами, что привело к их ранению. Позднее подорвался и второй дрон, после чего среди военнослужащих на площади началась паника. Третий дрон врезался в жилой квартал Residencias Don Eduardo, где в результате взрыва была ранена девушка.
Позже в тот же день некоторые официальные лица и пожарные заявили, что в ходе празднования взорвался газовый баллон, расположенный в здании.

## Расследование

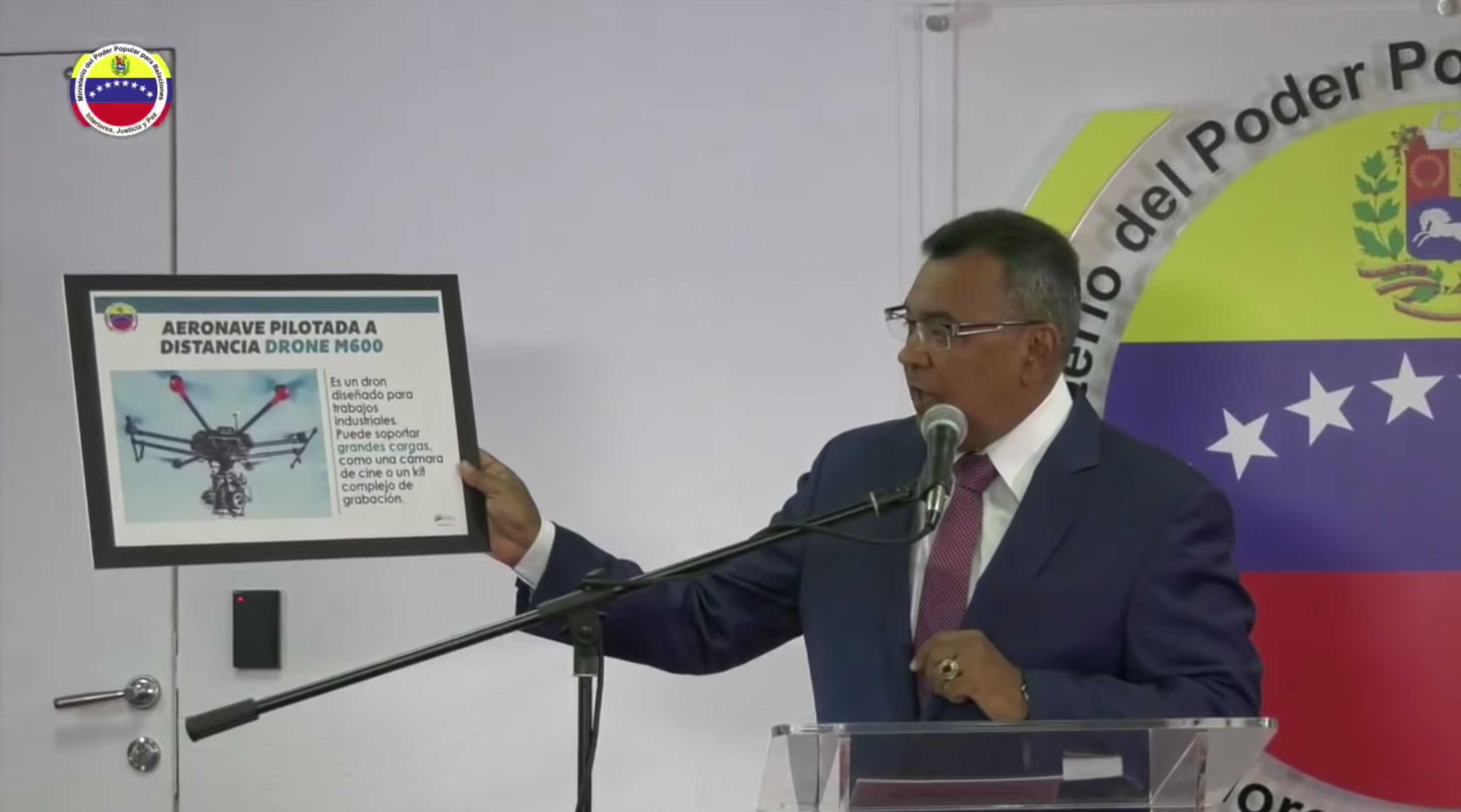
Министр внутренних дел Нестор Ревероль предоставляет информацию об инциденте

В телевизионном обращении к нации через два часа после инцидента Мадуро заявил, что немедленно начато расследование, и ряд людей из тех, кто был связан с этим нападением, был задержан. Он также возложил вину за нападение на экстремистские правые силы Венесуэлы, которые действовали совместно с крайне правыми элементами из соседней Колумбии, а ответственным за теракт назвал самого президента Колумбии Хуана Мануэля Сантоса. Пресс-секретарь Сантоса незамедлительно опроверг обвинения. Мадуро также предположил, что венесуэльский изгнанник, находящийся в Майами (США), возможно был вовлечен в инцидент.
Шесть человек были арестованы в течение нескольких часов после инцидента. Затем число задержанных увеличилось до 7. Несколько журналистов также были арестованы, а журналисты из VIVOplay и TVVenezuela были задержаны национальной гвардией вскоре после инцидента.
По словам министра внутренних дел Нестора Реверола, было использовано только два беспилотных летательных аппарата DJI M600, хотя министр связи Хорхе Родригес сказал, что во время инцидента использовалось три беспилотных летательных аппарата, и причина, по которой они не смогли достичь своей цели, заключалась в том, что радиоингибиторы заставили их потерять сигнал. Полиция на месте ранее заявила, что власти сбили беспилотник. После короткого двухдневного расследования Реверол представил свои выводы и объяснил, что два дрона, нагруженные почти 2 килограммами взрывчатых элементов С4, должны были взорваться над головой Мадуро, а другой предназначен для взрыва непосредственно перед президентом.
6 августа 2018 года генеральный прокурор Венесуэлы Тарек Уильям Сааб объявил, что в дополнение к другим преступлениям были арестованы два человека, которые были заявлены как предполагаемые пилоты дронов.

### Взяли ответственность
Группа под названием «Фланелевые солдаты» (Soldados de Franelas) взяла на себя ответственность за нападение и заявила об этом в Twitter'е. Другая группа, названная Operación Fénix, написала неопределённый пост в Twitter'е, обвинив правительство Мадуро в участии в незаконном обороте наркотиков и заявив, что они стремились восстановить демократию в Венесуэле.

### Продолжение расследования
Утром 7 августа Мадуро заявил, что обладает «убедительными доказательствами» о причастности «колумбийской олигархии», и что он поделится ею «в ближайшие несколько часов». В то же время Мадуро объявил в обращении, что преступники были обучены в апреле и июне 2018 года в Чинакоте в Норте-де-Сантандер, Колумбия. Он также заявил о том, что Хуан Мануэль Сантос как-то сказал бывшему премьер-министру Испании Мариано Рахою, что Мадуро уйдет до окончания своего президентского срока. Обещанный отчет не появился во второй половине дня.
Вечером Мадуро дал двухчасовую телевизионную презентацию из дворца Мирафлорес, которая включала в себя частично цензурированный видеоролик бывшего сотрудника службы безопасности Венесуэлы Хуана Карлоса Монастеоса Ванегаса, который сказал, что он один из «бомбардировщиков», и обвинил Хулио Борхеса и Хуана Рекесенса. Президент Мадуро напрямую обвинил лидеров оппозиции Борхеса и Рекесенса в том, что они стоят за инцидентом. За это время агенты разведывательного агентства Боливарианской национальной разведки (SEBIN) арестовали Лекесенса и его сестру, студентку-лидера Рафаэлу, хотя последняя была отпущена позднее. В видео Монастериос утверждал, что Рекесенс сказал ему «убить президента».
Борхес и Рекесенс получили парламентский иммунитет, являясь депутатами Национальной ассамблеи. Арест Рекесенса был охарактеризован как нарушение Конституции Венесуэлы, в частности её статьи 200, в которой говорится, что «только Верховный трибунал юстиции, при условии предварительного разрешения от Национальной ассамблеи, имеет право на арест и судебное преследование». Однако Диосдадо Кабельо, президент не полностью признанного Конституционного собрания, сказал, что он «внесет в законодательство изменения», чтобы лишить их защиты. Иммунитет был снят на следующий день.
В ответ на обвинения Борхес опроверг в Твиттере свою причастность к случившемуся и обвинил Мадуро в преследовании своих конкурентов. Кабельо в ответ посоветовал найти ему хороших адвокатов.
В вечерней презентации Мадуро было заявлено, что всем, кто был вовлечен в атаку, было предложено 50 миллионов долларов США, а также место жительства в США. Мадуро заявил, что они запланировали нападение на 5 июля, но оно было отложено из-за неработающих дронов. Двое арестованных оказались колумбийцем Рейдером Руссо, которого обвинили в планировании и финансировании предполагаемого нападения, а также американцем Османом Дельгадо, которого обвинили в том, что он также был финансистом покушения. И Руссо, и Дельгадо были известны в венесуэльском сопротивлении как информаторы, преданные Мадуро.
К 8 августа стало известно, что следователи до сих пор связывали девятнадцать человек с нападением, а троим были уже предъявлены обвинения. Мадуро также назвал разыскиваемых людей, живущих в Колумбии и в американском штате Флорида, заявив, что он хочет сотрудничества с этими двумя народами и что он «доверяет духу доброй воли Дональда Трампа». 9 августа Ревеол сказал, что 25 человек находятся под следствием, а Эфекто Кокойо сообщил, что восемь человек были задержаны. Хотя Борхес и Рекесенс являются лидерами партии «За справедливость», Ревеол показал, что «большинство подозреваемых - это люди из группы сопротивления Come Venezuela».